# NGC 3131
NGC 3131 (również PGC 29499 lub UGC 5471) – galaktyka spiralna z poprzeczką (SBb), znajdująca się w gwiazdozbiorze Lwa. Odkrył ją John Herschel 17 marca 1831 roku. Jest to galaktyka z aktywnym jądrem typu LINER.